# Ландшафтний заказник Грофа
Гро́фа — ландшафтний заказник загальнодержавного значення в Україні. Розташований у Калуському районі Івано-Франківської області, в гірському масиві Горгани, при верхів'ях річки Лімниці та її лівих приток. 
Площа природоохоронної території 2533,8 га. Створений 1996 року. Перебуває у віданні ДП «Осмолодський держлісгосп». 
У межах заказника знаходиться одна з найбільших вершин Горган — гора Грофа (1748 м), на якій збереглися льодовикові форми рельєфу — кари, моренні вали (наприклад, льодовикове озерце в урочищі «Став», на терасі північного схилу, на висоті 1100 м над рівнем моря). Територія заказника охоплює також вершини і схили гір: Паренки (1735 м), Мала Попадя (1587 м), Попадя (1740 м), Студенець (1600 м). На гірських вершинах поширені кам'яні осипи.

## Історія
Прообразом заказника став Український парк природи, з ініціативою створення якого у квітні 1935 року було прийнято рішення делегатами V з'їзду Українських охоронців природи та лікарів. Мова йшла про розширення резервату «Яйце». Наукове товариство ім. Шевченка теж клопотало перед Львівською метрополією УГКЦ про створення парку. Заповідникова комісія НТШ була уповноважена розпочати впорядкування заповідних об'єктів у Горганах.
Під час лісовпорядкування 1936 року інженерові Андрієві П'ясецькому було доручено виконати «помірові роботи» для виділення місця під парк на місцевості. Однак у матеріалах «Опису лісів маєтків у м. Перегінську …» від 1938 року та «Звіту Андрія Мельника про результати перевірки лісового господарства…» станом на 1937 року український парк природи не згадується.
За іншими даними, у процесі лісовпорядкування у 1935–37 рр. український парк природи з площею 18 км² було фактично сформовано із шести заповідних об'єктів ― заповідники сосновий, ялицевий, буковий, ільмово-яворовий та урочища «Ставки» і «Палата». Однак юридично парк так і не був створений, цьому завадила складна зовнішньополітична ситуація 1938 року та кадрові втрати (смерть генерального адміністратора т. зв. Столових Дібр отця Т. Войнаровського та еміграція інспектора і члена ОУН Андрія Мельника після вбивства Є. Коновальця).
Після здобуття незалежності питання про створення українського парку природи знову було порушене. У вересні 1993 року сформовано ініціативну групу. Група складалась з представників державного управління охорони навколишнього природного середовища по Івано-Франківській області, обласної ради Українського товариства охорони природи та Івано-Франківського відділення Українського ботанічного товариства, і які надалі виступили з відповідною пропозицією. У 1995 році це звернення було підтримане асоціацією «Зелений світ», Лігою діячів заповідної справи України (В. Борейко) та Центральним ботанічним садом ім. М. М. Гришка. В процесі обговорення надалі взяли участь: міжнародний інститут-асоціація регіональних екологічних проблем, обласне управління лісового господарства, Рожнятівська РДА та землекористувач ― державне лісове господарство «Осмолода», в результаті чого було погоджено створити об'єкт ПЗФ з сучасною формою та назвою. Зацікавлені сторони окремо клопотали про присвоєння заказнику імені А. Шептицького, однак це (як і найменування «Український парк природи») враховано не було для зменшення антропогенного навантаження туристами. Також стало відомо, що затримка зі створенням об'єкта ПЗФ була викликана тривалою відмовою від надання згоди Осмолодським ДЛГ через можливі економічні збитки від зменшення площ лісокористування. Очевидно з цієї причини до заказника не ввійшла територія г. Великий Канусяк, яка входила раніше в український парк природи.
У квітні 1996 року процес вийшов на фінальну стадію узгодження, під час якої було надано клопотання Івано-Франківської облради в Мінекоприроди, а 20.08.1996 року Указом Президента України заказник було створено.

## Фауна і флора
Рослинний покрив представлений смерековими лісами, є сосна гірська і кедрова. З рослин, занесених у Червону книгу України, є лілія лісова, баранець звичайний та інші види. Серед тварин — рись звичайна, кіт лісовий, бурозубка альпійська, тритон карпатський, із птахів — змієїд і глухар.

## Догляд
У 2007 році Фундацією «Карпатські стежки» за сприяння Посольства Королівства Нідерландів в Україні було встановлено інформаційно-охоронні знаки (аншлаги). 
У 2011 році тією ж організацією в рамках проєкту фундації Rufford було облаштовано 30 км екологічних стежок на базі збудованих у часи Австро-Угорщини та Польщі мисливських стежок (райтштоків): прочищено, промарковано і забезпечено дороговказами та інформаційними матеріалами про перебіг стежок кільцевої стежки довкола г. Грофа, відрізка схилом г. Кінь Грофецький та стежки, що траверсує г. Пареньки з виходом на вершину г. Мала Попадя.

## Галерея

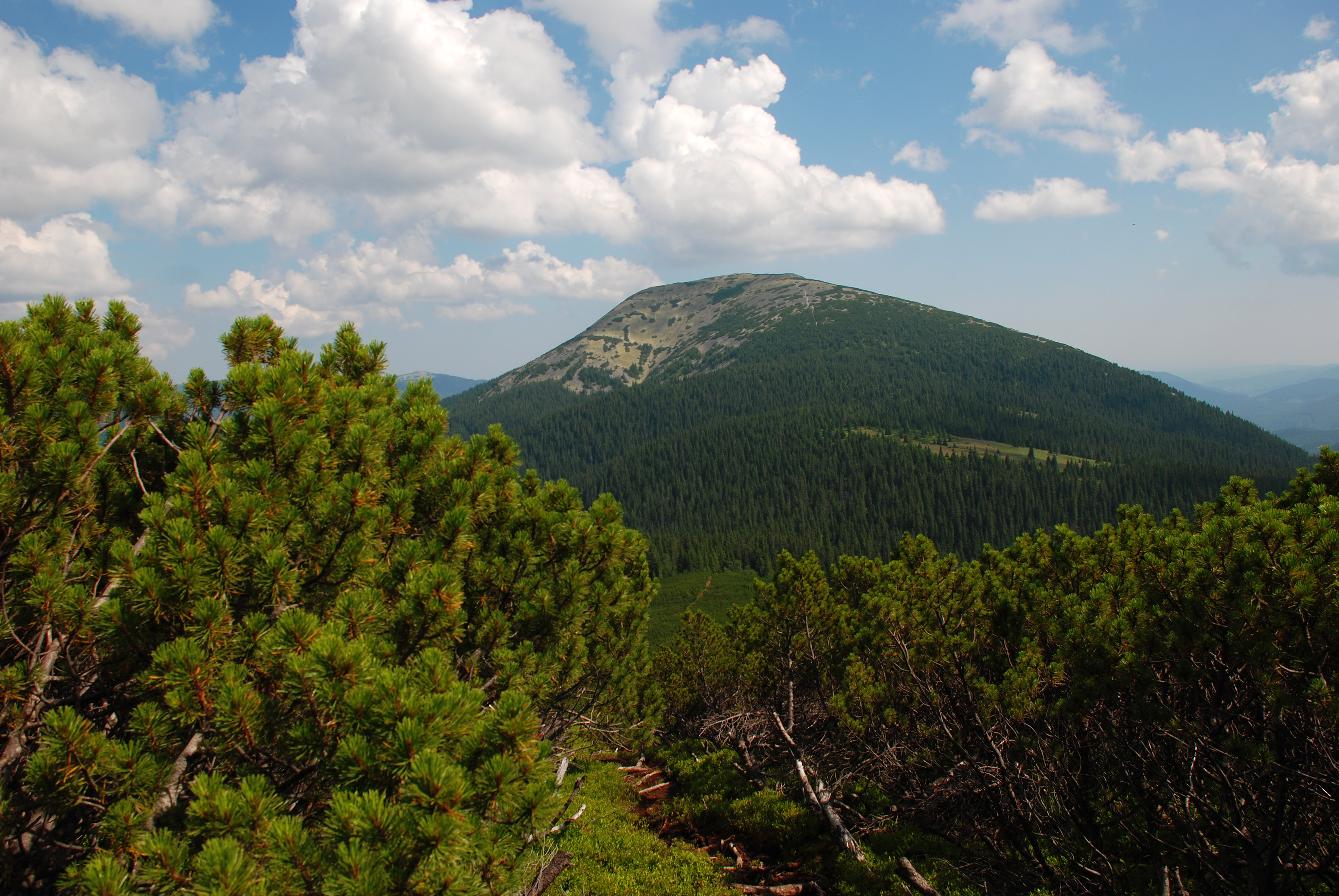
Вид на Грофу і полонину Плісце зі схилів гори Паренки
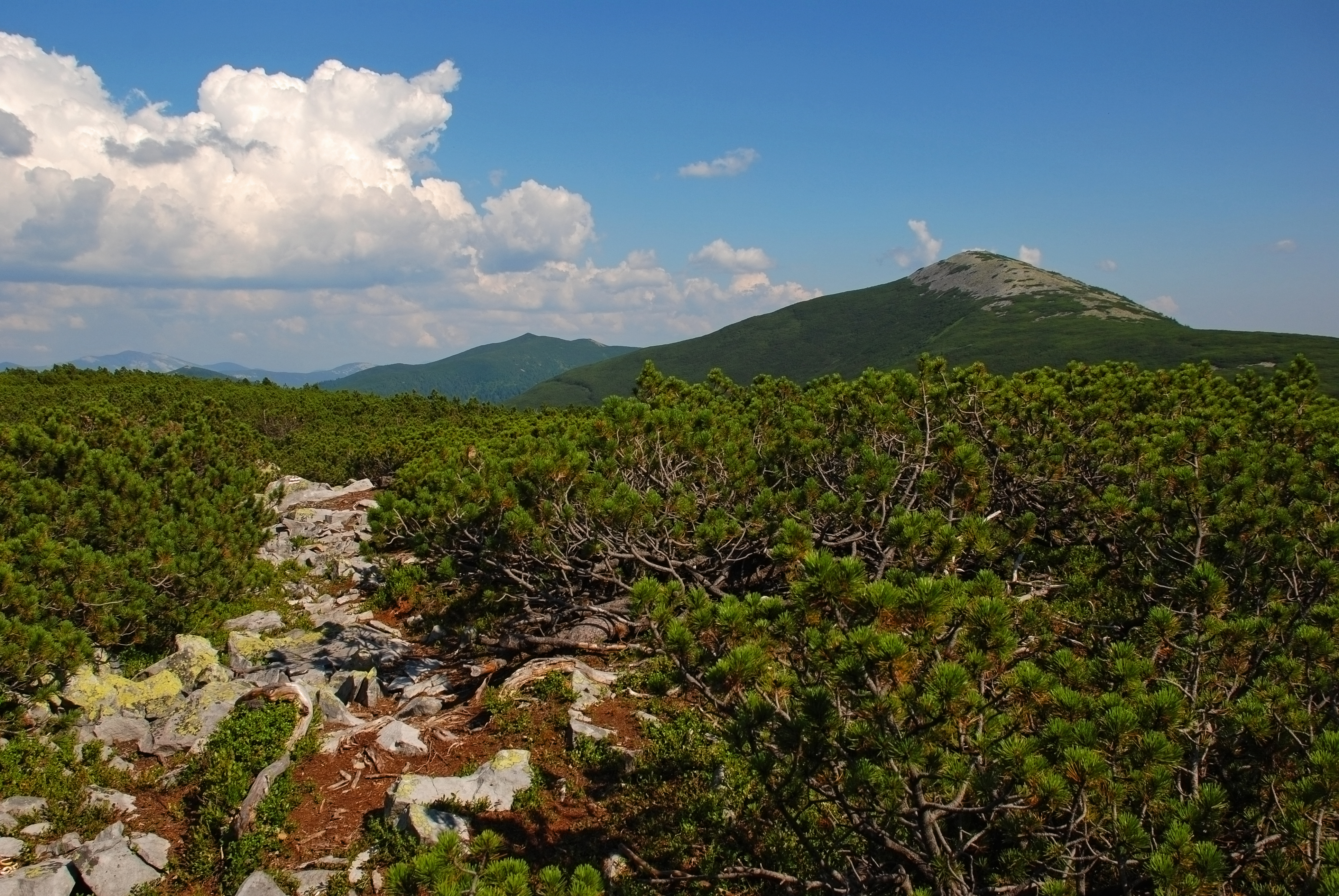
Вид на Попадю з Малої Попаді
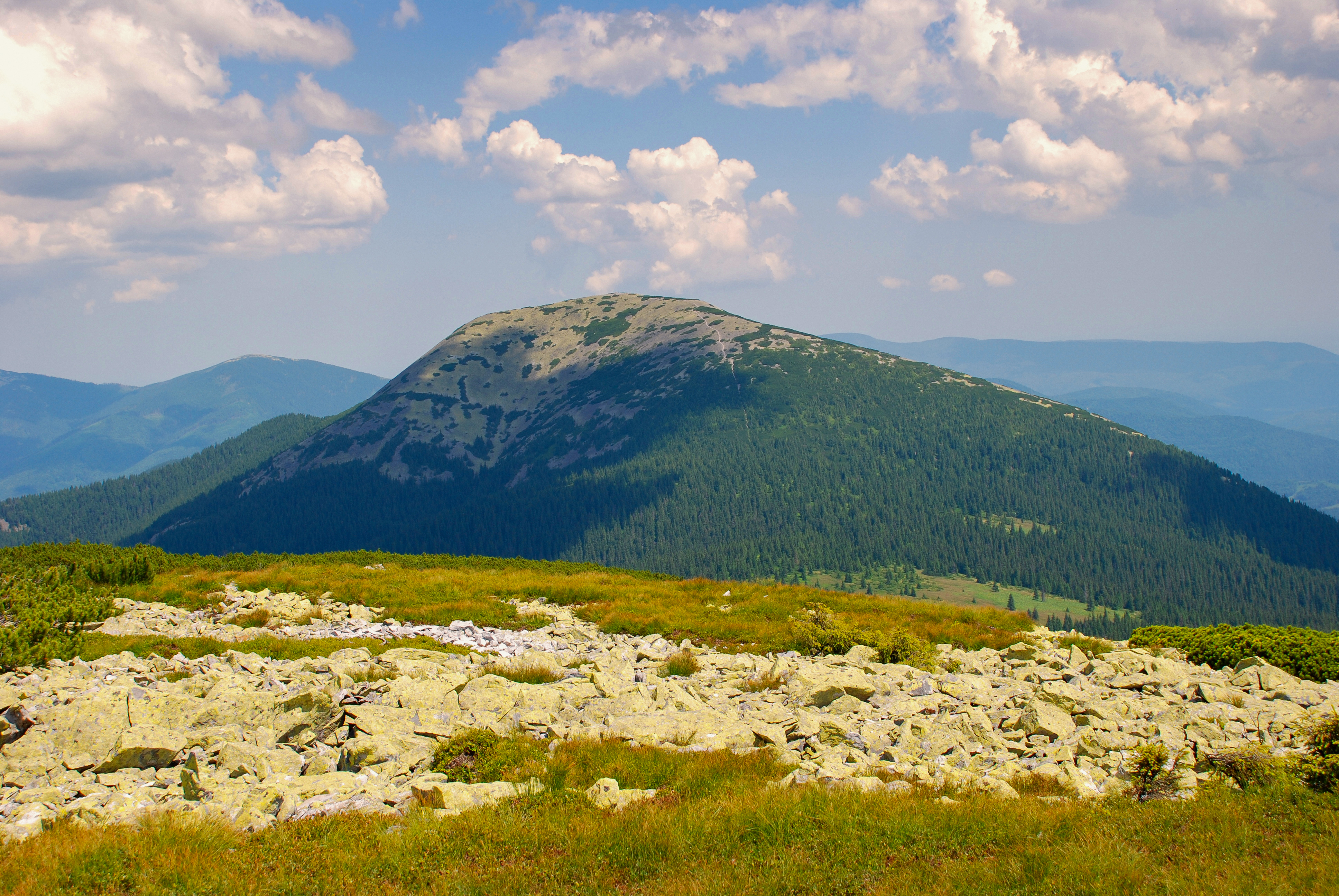
Вид на Грофу з вершини гори Паренки
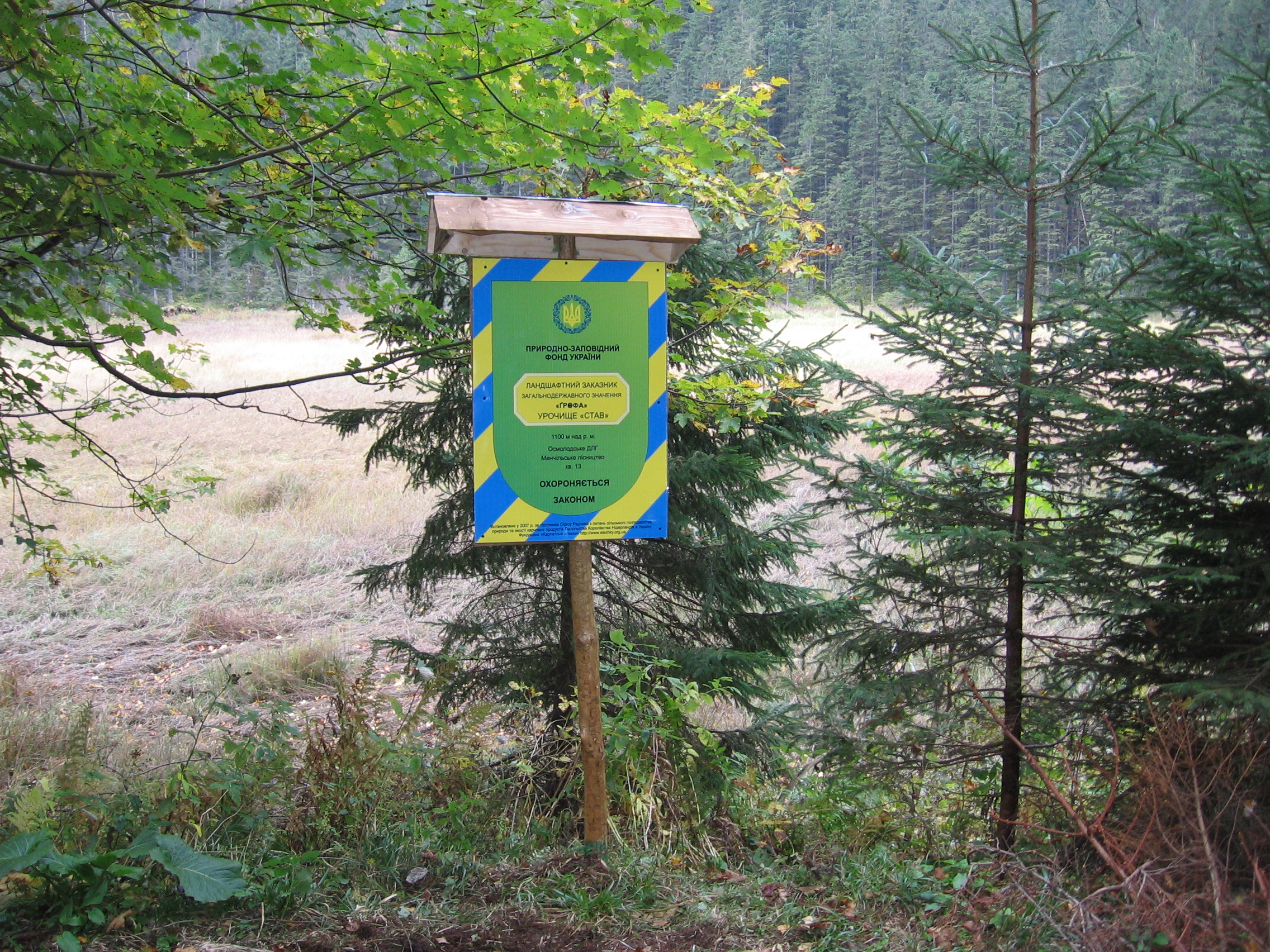
Льодовикове озерце в урочищі «Став»